# Nativité de Marie

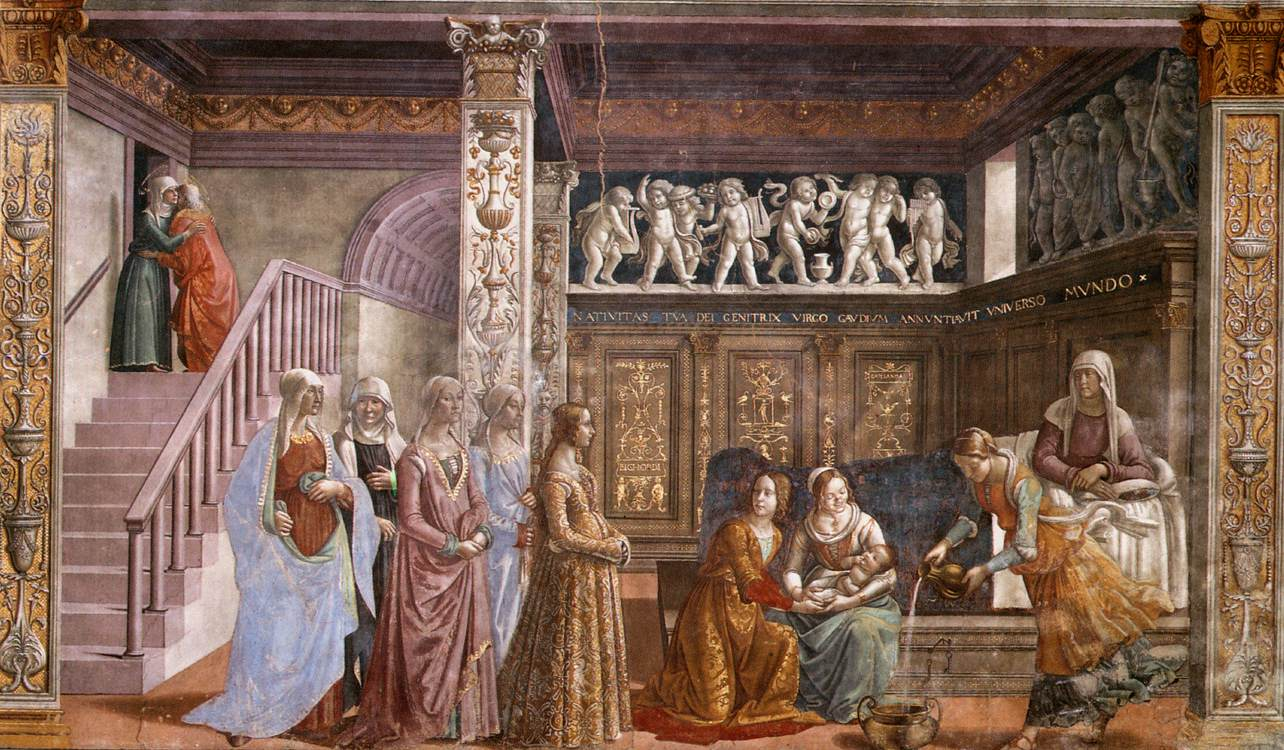
Nativité de la Bienheureuse Vierge Marie par Domenico Ghirlandaio, basilique Santa Maria Novella à Florence.

La Nativité de Marie, ou Nativité de la Bienheureuse Vierge Marie, est une des vingt fêtes mariales du calendrier liturgique catholique (dont 14 principales). Rappelant la naissance de la Vierge Marie, mère de Jésus-Christ, elle est célébrée le 8 septembre aussi bien dans les Églises orientales (dans le calendrier julien pour la Russie) qu’occidentales. La Nativité de la Très Sainte Mère de Dieu est une des Douze Grandes Fêtes.

## Le Nouveau Testament
Le Nouveau Testament ne dit rien du lieu ni de la date de naissance de Marie mère de Jésus. Il ne dit rien non plus des parents de Marie, ni des circonstances de sa naissance.

## Les évangiles apocryphes

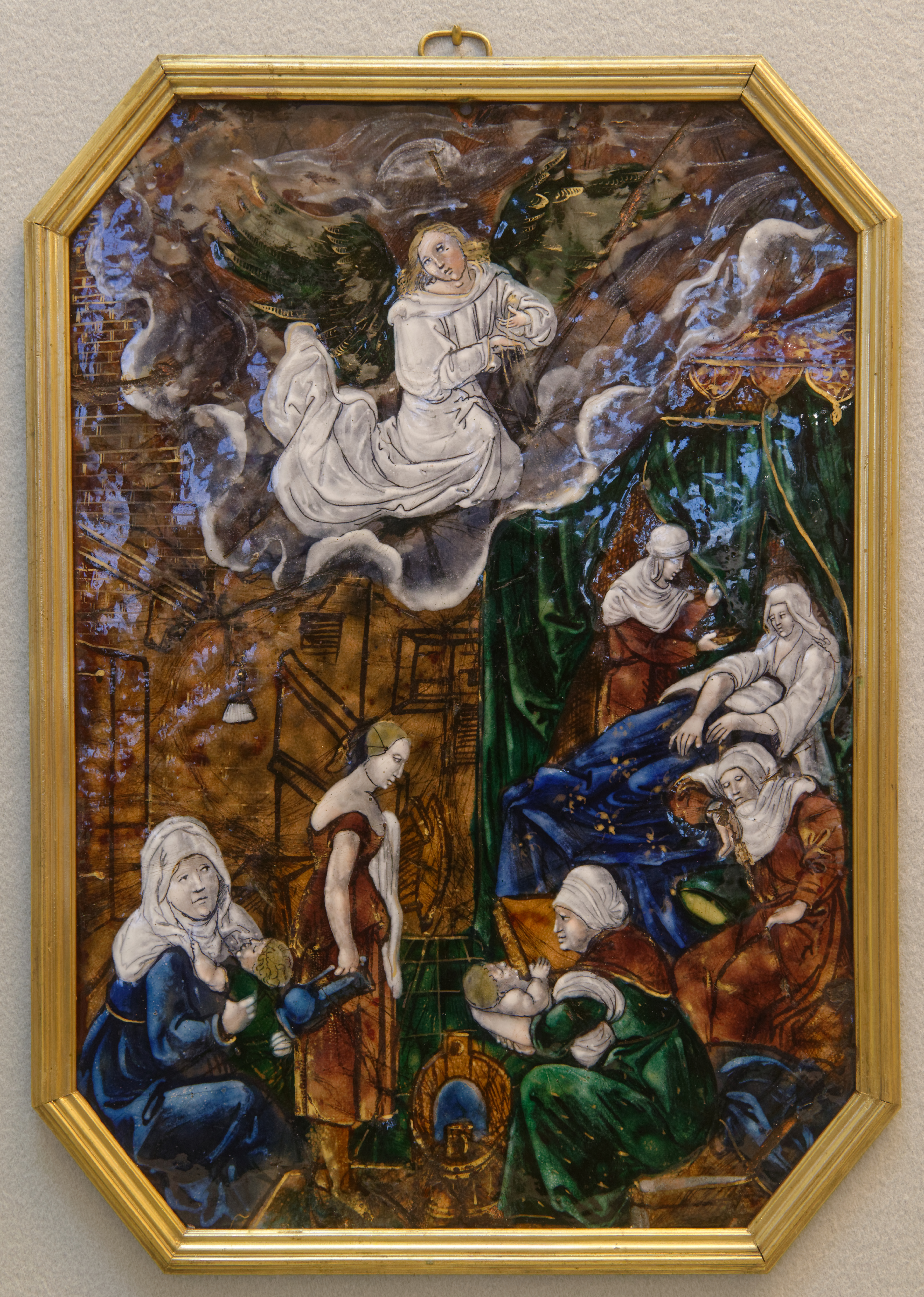
La Nativité de Marie par Colin Nouailher, plaque émaillée, v. 1530-1535, musée national de la Renaissance.

D’après un évangile apocryphe, le Protévangile de Jacques, composé au IIe siècle, les parents de Marie s’appellent Joachim et Anne. Anne était stérile. « Affligé, Joachim ne voulut pas reparaître devant sa femme » ; il se retire au désert où il jeûne 40 jours. Un ange vole vers Anne et lui annonce qu'elle aura un enfant ; ensuite il fait de même avec Joachim. Ainsi, la naissance de Marie est présentée comme miraculeuse (Protévangile, chapitres 1 à 5).
D'après un autre apocryphe, très proche du Protévangile de Jacques, L'Évangile de la Nativité de sainte Marie, Joachim, époux d'une femme stérile, « se retir[e] auprès des bergers qui étaient avec ses troupeaux dans ses pâturages » pour éviter les reproches humiliants de la communauté. Un ange lui apparaît et lui rappelle que Sarah a enfanté malgré sa stérilité, de même que Rachel. « Lorsque [Dieu], dit l'ange, rend quelqu'un stérile, ce n'est que pour faire ensuite éclater ses merveilles et montrer que l'enfant qui naît est un don de Dieu, et non pas le fruit d'une passion désordonnée » (chapitre 3).
Très proche de ces deux textes apocryphes, un troisième, intitulé Évangile du Pseudo-Matthieu ou Évangile de la Nativité de Marie et de l'enfance du Sauveur, reprend la même histoire avec quelques variantes. Joachim et Anne sont tous deux de la tribu de Juda et de la race de David. Anne est stérile. Un ange apparaît à Joachim dans son sommeil et lui dit : « il vous a été donné un rejeton, tel que jamais, ni les prophètes, ni les saints, n'en ont eu depuis le commencement, et tel qu'ils n'en auront jamais » (chapitre 3).  Ces trois textes sont cités dans la traduction de Gustave Brumet. 

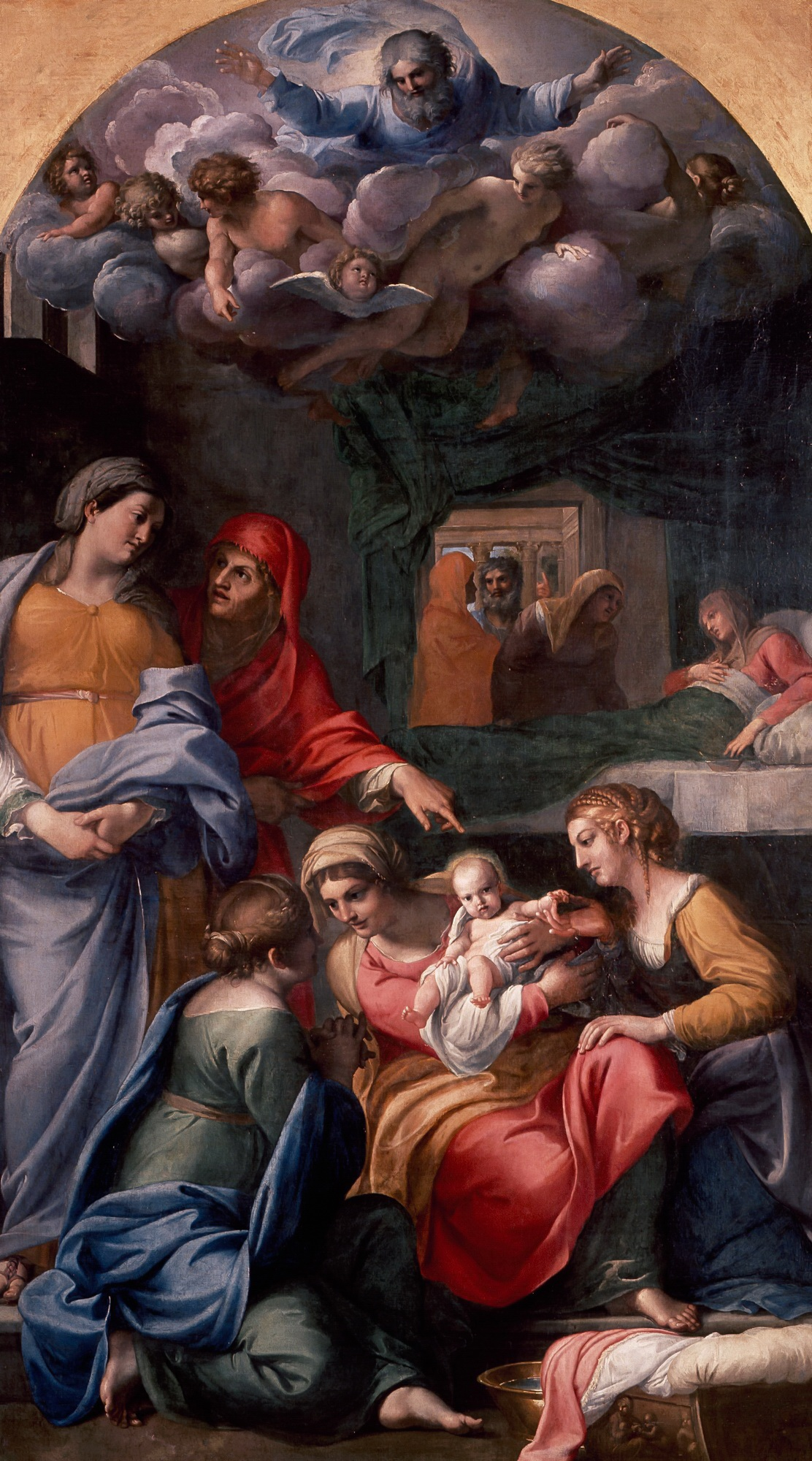
Naissance de la Vierge d' Annibale Carracci, conservé au musée du Louvre.

Dans Marie des apocryphes, Enrico Norelli souligne l'importance qu'ont prise dans l'imaginaire chrétien, au sein même de l'Église, des éléments contenus dans un évangile apocryphe comme le Protévangile de Jacques, réécrit à plusieurs reprises au cours des siècles, comme les noms des parents de Marie, (Joachim et Anne, canonisés au XVIe siècle) ou la stérilité d'Anne ; "alors que d'un côté les autorités ecclésiales rejetaient fermement les apocryphes, de l'autre elles en prélevaient des éléments, passant sous silence leur origine ou les "blanchissant" via une nouvelle légitimation du récit".

## Lieux de culte liés à la Nativité
Depuis le début du Ve siècle, on vénère près de la piscine de Bethesda (porte des Lions) à Jérusalem, le lieu où elle serait née car la tradition orientale y fixe la maison d'Anne et Joachim, parents de Marie, au niveau de l'église Sainte-Anne de Jérusalem, dont la dédicace a eu lieu un 8 septembre. 
D'autres traditions occidentales localisent la naissance de Marie  à Bethléem (cette thèse dépend de la doctrine présentant Marie comme la descendante du roi David né à Bethléem). Nazareth (thèse qui apparaît dans le De natitivite Mariae du IXe siècle qui repose sur l'argument que Marie a vécu principalement dans cette ville), et Sepphoris (tradition galiléenne qui apparaît au temps des Croisades). 
La Sainte Maison de Lorette, maison dans laquelle eut lieu l’Annonciation et rapportée de Nazareth à la fin du XIIIe siècle, conservée encore aujourd’hui dans son revêtement de marbre à Loreto sur les collines des bords de l’Adriatique, fut considérée également comme le lieu appartenant à Anne et Joachim, et lieu de naissance de la Vierge Marie. La peinture la Naissance de la Vierge d’Annibale Carrache (reproduction ci-contre) en atteste. Elle  était présente dans la basilique de Lorette jusqu’aux spoliations napoléoniennes. 

## Fête

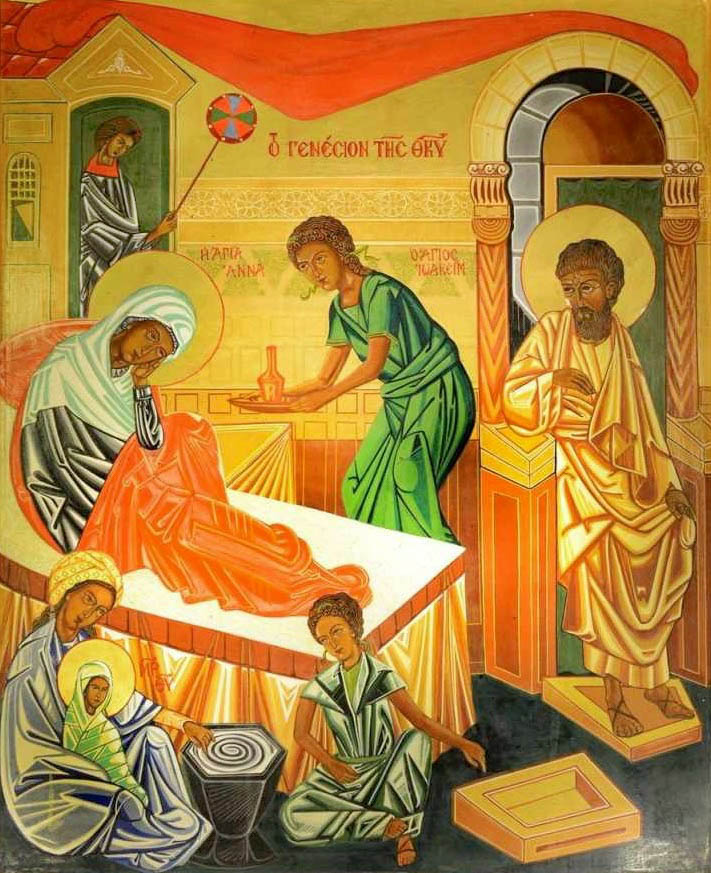
Icône de la Nativité de la Vierge Marie dans la crypte de l’église Sainte-Anne de Jérusalem.

Dans Jérusalem, près de la maison considérée comme « la maison d'Anne » a été érigée l'église Sainte-Anne dont la dédicace a eu lieu un 8 septembre. L'anniversaire de cette dédicace fut commémoré chaque année. Au Ve siècle, cette fête s'est étendue à Constantinople. À la fin du VIIe siècle, le pape Serge Ier, inscrit au calendrier de l’Église de Rome cette fête mariale, le 8 septembre étant considéré comme le jour de naissance de Marie. À cette fête de la « nativité », sera ajoutée ultérieurement la fête de sa Conception, neuf mois plus tôt, soit le 8 décembre. C'est également Serge Ier qui instituera la fête de la Dormition de Marie, reprise en Occident sous le nom d'Assomption. 
Au VIIIe siècle, Jean Damascène célèbre cette fête dans la basilique de la Nativité de Marie en proclamant : « Venez tous : avec allégresse fêtons la naissance de l'allégresse du monde entier ! Aujourd'hui, à partir de la nature terrestre, un ciel a été formé sur la terre. Aujourd'hui est pour le monde le commencement du salut ». Ces paroles sont reprises en partie par la liturgie byzantine, qui proclame à cette occasion : « Ce jour est le prélude de la joie universelle. En ce jour se sont mis à souffler les vents annonciateurs du salut ».

## Musique
- Nativité de la Vierge pour 2 voix et basse continue, H 309 de Marc-Antoine Charpentier, motet composé vers 1670.